# Jüdischer Friedhof (Laubach)
Der jüdische Friedhof Laubach in Laubach, der gleichnamigen Kleinstadt im mittelhessischen Landkreis Gießen in Hessen, befindet sich südlich der Ortslage und der Wetter am Hellenberg, in der Nähe des Schulsportplatzes und ist über die Hungener Straße in der Gemarkung Am Stelzenberg erreichbar.

## Beschreibung
Der jüdische Friedhof Laubach wurde um das Jahr 1800 angelegt und diente für die verstorbenen jüdischen Einwohner von Laubach und der umliegenden Dörfer als Begräbnisstätte. Er bietet Platz für ungefähr 120 Grabstellen, von denen etwa 80 durch Beerdigungen belegt wurden. Auf dem Friedhof sind insgesamt 43 Grabsteine erhalten geblieben, was ungefähr der Hälfte der vorhandenen Gräber ausmacht. Das älteste erhaltene Grab wurde für Herz Strauß (geb. 1765, gest. 1855) errichtet, der jüngste erhaltene Grabstein ist für Ida Gundling geb. Strauß (gest. 1931) vorhanden. Aufgrund der langen Inschriften an einigen Grabsteinen sind sie sehr hoch ausgeführt worden und weisen Giebel und eine Art Hausform (am Grabstein von Herz Strauß) auf.
Das Areal des Friedhofs besteht aus einer quadratischen Fläche mit leichter Hanglage und ist mit Büschen, Bäumen und einer Hecke bewachsen, welche ihn vollständig umschließen und von den anliegenden Feldern und Wiesen abgrenzen. Der Zugang zum Friedhof ist über den im westlichen Bereich des Friedhofs vorbeiführenden Weg möglich.
Die Friedhofsfläche umfasst 5,72 Ar und ist im Denkmalverzeichnis des Landesamts für Denkmalpflege Hessen als Kulturdenkmal aus geschichtlichen Gründen eingetragen.